# 伏爾泰隕石坑
伏爾泰是火星的天然衛星火衛二上的撞擊坑，它的直徑大約3（1.9英里）。伏爾泰坑是依據法國啟蒙時代的思想家弗朗索瓦－瑪莉‧阿鲁埃（法語：François-Marie Arouet，法語發音：[fʁɑ̃.swa ma.ʁi aʁ.wɛ]命名的，而伏爾泰是他的筆名。伏爾泰坑是火衛上已命名的兩個地型特徵之一，另一個是斯威夫特坑。在2006年7月10日，火星全球探勘者號從22,985（14,282英里）的距離上拍攝了火衛二的影像，可以看見伏爾泰坑和斯威夫特坑。